# Adem Kastrati
Adem Kastrati (n. 15 ianuarie 1933, Kosovo⁠(d), Kosovo – d. 24 septembrie 2000, Shkupi, Macedonia de Nord) a fost un pictor kosovar-albanez, cunoscut pentru tehnica sa unică de pictură cu lut și culori pământii. S-a născut în satul Karačevo, în partea superioară a Kamenicei, Kosovo. A făcut parte din prima generație de pictori după Al Doilea Război Mondial, iar numele său ocupă un loc important printre artiștii figurativi care au trăit și au creat în perioada Iugoslaviei. A locuit și a lucrat în Macedonia de Nord, lăsând în urma sa lucrări semnificative. Adem Kastrati a decedat la Skopje, în anul 2000

## Stil și teme
În lucrările lui Adem Kastrati predomină temele sociale, îmbogățite cu elemente etno-folclorice ale mediului rural. Viața de zi cu zi este prezentată constant prin intercalarea naturii cu figura omului obișnuit, descrisă cu un lirism socio-antropologic sub cerul rural albanez. În centrul compozițiilor acestui ciclu, autorul fixează figuralitatea, în special figura umană, care posedă o identitate socială și psihică cu caracteristici ale mediului kosovar-albanez.
Inițial, Kastrati a pictat în tehnica culorilor de  ulei, dar mai târziu, cu mare dedicație, a început să picteze și cu culori pământii, pentru care tehnica sa a devenit cunoscută. Printre cele mai cunoscute lucrări ale sale se numără Magja (1989), Dasmorët (1989) și Darka (1977).
Adem Kastrati a devenit celebru datorită tehnicii sale specifice de pictură cu lut, o abordare originală și unică. Această metodă de pictură reprezintă probabil o legătură cu copilăria sa. Încă din primii ani de viață, datoria sa era să aibă grijă de oile satului natal. Astfel, înconjurat de animale domestice și de o natură plină de liniște și verdeață, avea dorința de a se juca cu ele. Singur sau împreună cu prietenii, se juca cu lut, crengi și copaci. Lutul, adesea colorat, îl inspira să creeze figuri diferite, pe care le modela cu ajutorul crengilor și le lăsa să se usuce. Ulterior, le picta cu o pensulă pe care și-o confecționase singur din coada unui cal.

## Educație și carieră
După finalizarea studiilor medii, în 1954/55, Kastrati a fost admis la Academia de Desen în clasa profesorului Vangel Koxhoman, de la care a învățat tehnicile picturii. De atunci a început o perioadă extrem de bogată a creației sale, care a durat până la sfârșitul vieții.
Creația artistică a lui Kastrati este profund legată de temele locului său natal. Pe de o parte, viața plină de suferință datorită sărăciei și războaielor; pe de altă parte, reprezentările idilice ale satului său natal, amintiri din copilărie, viața cu familia și culorile și mirosurile de neuitat care au rămas în memoria sa până la sfârșitul vieții.
Temele dezvoltate în lucrările sale sunt în mare parte legate de omul de rând. El acordă o atenție deosebită mamei, pe care o prezintă ca pe păzitoarea casei. Mama, femeia, este cea care dă sens vieții, caută, dar și oferă dulceață, dragoste și bunătate. Bărbații sunt prezentați mereu serioși, când muncesc, stau, se mișcă – aceasta este tradiția lor. Folclorul bogat este, fără îndoială, prezent în creația sa, ceea ce îl distinge permanent, iar tehnica sa specifică, neobișnuită și unică a pământului multicolor subliniază și mai mult originalitatea lucrărilor sale.

## Expoziții
Adem Kastrati, care a decedat la Skopje în 2000, a avut numeroase expoziții personale în Skopje, Ferizaj, Priștina, Belgrad, Tirana, Gnjilane, Paris, Geneva, München și altele. De asemenea, a participat la expoziții de grup în Ljubljana, Zagreb, Dubrovnik, Niș, Palermo, Tirana, Paris, Arhis (Danemarca) și alte locații.